# 勤労者退職金共済機構
独立行政法人勤労者退職金共済機構（きんろうしゃたいしょくきんきょうさいきこう、Organization for Workers Retirement Allowance Mutual Aid）は、厚生労働省所管の独立行政法人。

## 概要
中小企業退職金共済制度は､中小企業の事業主の相互共済の仕組みと国の援助によって、手軽で、安全･確実に退職金制度を確立して､従業員の福祉の増進と企業の振興に寄与することを目的に中小企業退職金共済法に基づいて1959年（昭和34年）に発足した制度であり、勤労者退職金共済機構は、この事業の運営に当たっている。
中小企業や、特定業種の企業に対する従業員への退職金の支払いのために、共済の形で企業側からの積み立て金（掛け金）を預かって運用を行い、従業員が企業を退社した際に退職金の支払いを行っている。
2012年4月1日時点では、下記の4つの共済制度および財産形成促進業務が加わる。
- 中小企業退職金共済
- 建設業退職金共済
- 清酒製造業退職金共済
- 林業退職金共済
- 勤労者財産形成事業
- 雇用促進融資

掛け金には国からの補助や税制上の優遇措置などが受けられる。

## 沿革
- 1959年7月1日 - 中小企業退職金共済事業団設立
- 1964年10月15日 - 建設業退職金共済組合設立
- 1967年9月1日 - 清酒製造業退職金共済組合設立
- 1981年10月1日 - 建設業退職金共済組合と清酒製造業退職金共済組合を統合して、建設業･清酒製造業退職金共済組合設立
- 1982年1月1日 - 林業退職金共済事業を開始することに伴い建設業・清酒製造業･林業退職金共済組合と変更
- 1998年4月1日 - 建設業・清酒製造業･林業退職金共済組合と統合のうえ、勤労者退職金共済機構に変更。
- 2003年10月1日 - 独立行政法人化。
- 2011年10月1日 - 独立行政法人雇用・能力開発機構より財産形成促進業務が移管される。

## 役員
- 2021年10月1日現在[2]。

| 役職           | 氏名     | 就任日                                                            | 経歴                                                       |
| -------------- | -------- | ----------------------------------------------------------------- | ---------------------------------------------------------- |
| 理事長         | 梅森徹   | 2023年4月1日                                                      | 全国地方銀行協会常務理事、日本銀行名古屋支店長             |
| 理事長代理     | 岸川仁和 | 2021年10月1日                                                     | 国土交通省大臣官房付                                       |
| 理事           | 小林洋子 | 2021年10月1日                                                     | 厚生労働省大臣官房付                                       |
| 理事           | 西川広親 | 2015年10月1日 （2017年10月1日・2019年10月1日・2021年10月1日再任） | 日本銀行国際局審議役                                       |
| 監事（常勤）   | 鈴木和枝 | 2020年9月1日                                                      | 勤労者退職金共済機構中小企業退職金共済事業本部契約業務部長 |
| 監事（非常勤） | 塩田博幸 | 2018年10月1日                                                     | 東日本建設業保証監査役                                     |